# Bugatti
Bugatti a fost fondată în Molsheim, Franța (Germania la acea vreme) ca producător de automobile de înaltă performanță, de Ettore Bugatti, un cetățean de origine italiană.
Compania originală este legendară pentru producția unora dintre cele mai exclusiviste automobile din lume, precum și unele dintre cele mai rapide. Firma inițială Bugatti a dat faliment din cauza izbucnirii celui de-al doilea război mondial, la fel ca multe alte mărci de lux. Moartea fiului fondatorului, Jean Bugatti a fost, de asemenea, un factor favorizant al declinului societății. Compania, aflată într-o luptă financiară, și-a a lansat ultimul model în 1950, înainte de a fi cumpărată ca partea unei companii care producea piese de avion. Grupul Volkswagen a achiziționat marca Bugatti în 1998 și a încorporat Bugatti Automobiles S.A.S. în 1999. În noiembrie 2021, compania a devenit parte a Bugatti Rimac, o companie mixtă a Rimac Group și Porsche AG.

## Rolul lui Ettore Bugatti
Fondatorul companiei Ettore Bugatti s-a născut în Milano, iar compania producătoare de automobile, care îi poartă numele a fost fondată în 1909 în orașul Molsheim localizat în Alsacia. Compania a fost cunoscută pentru atenția pe care o acorda ingineriei mașinilor sale și pentru modul artistic în care proiectele au fost executate, având în vedere caracterul artistic al familiei lui Ettore  (tatăl său, Carlo Bugatti (1856–1940), a fost un important designer Art Nouveau de mobilă și bijuterii). Compania s-a bucurat de succes la începutul Marelui premiu, câștigând  primul Marele premiu Monaco. Succesul companiei a culminat cu câștigarea de pilotul Jean-Pierre Wimille a Cursei de 24 de ore de la Le Mans de două ori (în 1937 cu Robert Benoist și 1939 cu Pierre Veyron).